# او-۲۳۴۴
زیردریایی یو-۲۳۴۴ (به انگلیسی: German submarine U-2344) یک زیردریایی بود که طول آن ۳۴٫۷ متر (۱۱۳ فوت ۱۰ اینچ) بود. این زیردریایی در سال ۱۹۴۴ ساخته شد.